# Inibizione enzimatica retroattiva da prodotto finale
L'inibizione enzimatica retroattiva da prodotto finale (o inibizione enzimatica retroattiva o inibizione enzimatica a feedback negativo) è l'inibizione allosterica dell'enzima da parte di uno o più dei suoi prodotti. Nel caso del feedback negativo si parla di allosteria eterotropica, perché la molecola che va ad inibire il processo è il prodotto finale del processo, ergo una molecola differente dal substrato iniziale.
I prodotti finali di una via metabolica sono spesso inibitori dei primi enzimi della stessa via metabolica (solitamente quelli che caratterizzano le reazioni irreversibili), regolando così l'intero flusso della via metabolica. Un tale meccanismo di regolazione è definito a feedback negativo, perché la quantità di prodotto generato dipende dalla concentrazione del prodotto stesso. I meccanismi di feedback negativo sono in grado di regolare finemente l'attività degli enzimi in base alle necessità della cellula, permettendo una ottimizzazione della gestione dei metaboliti a disposizione ed un corretto mantenimento dell'omeostasi.
Tale inibizione può seguire gli schemi di quella competitiva, non competitiva o mista. Vi è una progressiva diminuzione di attività per elevate concentrazioni di substrato. Ciò può indicare l'esistenza di due siti di legame nell'enzima. A bassa concentrazione di substrato, è occupato il sito ad alta affinità e la normale cinetica enzimatica è rispettata. Tuttavia, a concentrazioni maggiori, viene occupato anche il secondo sito inibitorio. L'inibizione del prodotto è spesso una caratteristica regolatoria del metabolismo e può essere una forma di feedback negativo.